# Českoslovenští a čeští reprezentanti v zápasu ve volném stylu
Přehled československých a českých reprezentantů od roku 1948 na olympijských hrách (OH), mistrovství světa (MS) a mistrovství Evropy (ME) v zápasu ve volném stylu.
poznámka: Seznam je z velké většiny sestaven z novinových článků a nemusí být úplný.

## Olympijské hry a mistrovství světa
|    |      | -52 kg | -57 kg    | -62 kg       | -67 kg | -73 kg          | -79 kg        | -87 kg | +87 kg        |
| -- | ---- | ------ | --------- | ------------ | ------ | --------------- | ------------- | ------ | ------------- |
| OH | 1948 | —      | —         | —            | —      | —               | —             | —      | Josef Růžička |
| MS | 1951 | —      | —         | —            | —      | —               | —             | —      | —             |
| OH | 1952 | —      | —         | —            | —      | Vladislav Sekal | —             | —      | Josef Růžička |
| MS | 1954 | —      | —         | —            | —      | —               | —             | —      | —             |
| OH | 1956 | —      | —         | —            | —      | —               | —             | —      | —             |
| MS | 1957 | —      | —         | —            | —      | —               | —             | —      | —             |
| MS | 1959 | —      | —         | —            | —      | —               | —             | —      | —             |
| OH | 1960 | —      | —         | —            | —      | —               | —             | —      | —             |
| MS | 1961 | —      | Jiří Švec | Vojtech Tóth | —      | —               | Jiří Kormaník | —      | Bohumil Kubát |

|    |      | -52 kg | -57 kg       | -63 kg          | -70 kg | -78 kg       | -87 kg         | -97 kg | +97 kg        |
| -- | ---- | ------ | ------------ | --------------- | ------ | ------------ | -------------- | ------ | ------------- |
| MS | 1962 | —      | —            | —               | —      | —            | —              | —      | —             |
| MS | 1963 | —      | Vojtech Tóth | Miroslav Krupař | —      | Jiří Loukota | —              | —      | Bohumil Kubát |
| OH | 1964 | —      | —            | —               | —      | —            | —              | —      | Bohumil Kubát |
| MS | 1965 | —      | Karol Lázslo | Vojtech Tóth    | —      | —            | —              | —      | Bohumil Kubát |
| MS | 1966 | —      | —            | —               | —      | —            | Josef Urban II | —      | —             |
| MS | 1967 | —      | —            | —               | —      | —            | —              | —      | —             |
| OH | 1968 | —      | —            | Josef Engel     | —      | —            | —              | —      | —             |

|    |      | -48 kg          | -52 kg        | -57 kg            | -62 kg            | -68 kg           | -74 kg           | -82 kg         | -90 kg          | -100 kg         | +100 kg          |
| -- | ---- | --------------- | ------------- | ----------------- | ----------------- | ---------------- | ---------------- | -------------- | --------------- | --------------- | ---------------- |
| MS | 1969 | —               | —             | —                 | —                 | —                | —                | —              | —               | —               | —                |
| MS | 1970 | —               | —             | —                 | —                 | —                | —                | —              | —               | —               | —                |
| MS | 1971 | Marcel Míček    | Jozef Klimčák | Mikuláš Timko     | Stanislav Tůma    | Josef Engel      | Josef Völc       | Josef Cajthaml | Kazimír Valach  | —               | Andrej Burík     |
| OH | 1972 | —               | —             | —                 | Stanislav Tůma    | Josef Engel      | Miroslav Musil   | —              | —               | Karel Engel     | Oldřich Vlasák   |
| MS | 1973 | —               | —             | —                 | —                 | Josef Engel      | Miroslav Musil   | —              | —               | Petr Drozda     | Oldřich Vlasák   |
| MS | 1974 | —               | —             | Otto Vozár        | —                 | František Fábrik | Dan Karabin      | —              | —               | Petr Drozda     | —                |
| MS | 1975 | —               | —             | Jozef Klimčák     | Tibor Hakszer     | —                | Dan Karabin      | Arnošt Böhm    | —               | Petr Drozda     | —                |
| OH | 1976 | —               | —             | —                 | —                 | —                | Dan Karabin      | —              | —               | Petr Drozda     | —                |
| MS | 1977 | —               | —             | —                 | Viliam Hönsch     | —                | Dan Karabin      | —              | —               | Július Strnisko | Petr Drozda      |
| MS | 1978 | —               | —             | —                 | —                 | —                | —                | —              | —               | —               | Petr Drozda      |
| MS | 1979 | —               | —             | —                 | —                 | —                | —                | —              | —               | —               | —                |
| OH | 1980 | —               | —             | —                 | —                 | —                | Dan Karabin      | —              | —               | Július Strnisko | —                |
| MS | 1981 | —               | —             | —                 | —                 | —                | Ľubomír Holoubek | —              | —               | —               | —                |
| MS | 1982 | —               | —             | —                 | —                 | —                | Dan Karabin      | —              | —               | Július Strnisko | —                |
| MS | 1983 | —               | —             | Jozef Schwendtner | —                 | Viliam Hönsch    | Dan Karabin      | Jozef Lohyňa   | Jozef Černák    | Július Strnisko | —                |
| OH | 1984 | —               | —             | —                 | —                 | —                | —                | —              | —               | —               | —                |
|    |      | -48 kg          | -52 kg        | -57 kg            | -62 kg            | -68 kg           | -74 kg           | -82 kg         | -90 kg          | -100 kg         | -130 kg          |
| MS | 1985 | Dezider Arendáš | —             | Jozef Schwendtner | —                 | Viliam Hönsch    | Ľubomír Holoubek | Jozef Lohyňa   | Juraj Kucirko   | Jozef Černák    | —                |
| MS | 1986 | —               | —             | —                 | —                 | —                | Milan Revický    | Jozef Lohyňa   | —               | Július Strnisko | Radim Vokůrka    |
| MS | 1987 | —               | —             | —                 | Jozef Schwendtner | —                | Ľubomír Holoubek | —              | —               | Július Strnisko | Miroslav Luberda |
| OH | 1988 | —               | —             | Jozef Schwendtner | —                 | —                | —                | Jozef Lohyňa   | —               | Július Strnisko | Miroslav Luberda |
| MS | 1989 | —               | —             | —                 | —                 | Jozef Švajlenka  | Milan Revický    | Jozef Lohyňa   | —               | Jozef Černák    | Juraj Štěch      |
| MS | 1990 | —               | —             | —                 | —                 | —                | —                | Jozef Lohyňa   | Jozef Palatinus | Milan Mazáč     | Juraj Štěch      |
| MS | 1991 | Roman Kollár    | —             | Štefan Fernyák    | Peter Okoš        | Jozef Švajlenka  | Milan Revický    | Jozef Lohyňa   | Jozef Palatinus | Milan Mazáč     | Juraj Štěch      |
| OH | 1992 | —               | —             | —                 | —                 | —                | Milan Revický    | Jozef Lohyňa   | Jozef Palatinus | —               | Juraj Štěch      |
| MS | 1993 | —               | Luděk Burian  | —                 | —                 | —                | —                | —              | —               | —               | Juraj Štěch      |
| MS | 1994 | —               | Luděk Burian  | —                 | —                 | Martin Kantor    | —                | —              | —               | —               | —                |
| MS | 1995 | —               | Luděk Burian  | Patrik Feri       | Martin Kantor     | —                | Jiří Zelinka     | Miroslav Válka | —               | —               | —                |
| OH | 1996 | —               | Luděk Burian  | —                 | —                 | —                | —                | —              | —               | —               | —                |

|    |      | -54 kg       | -58 kg       | -63 kg | -69 kg | -76 kg | -85 kg         | -97 kg          | -130 kg |
| -- | ---- | ------------ | ------------ | ------ | ------ | ------ | -------------- | --------------- | ------- |
| MS | 1997 | —            | —            | —      | —      | —      | —              | —               | —       |
| MS | 1998 | —            | —            | —      | —      | —      | Rudolf Vobořil | Dan Karabin ml. | —       |
| MS | 1999 | Luděk Burian | —            | —      | —      | —      | Rudolf Vobořil | Dan Karabin ml. | —       |
| OH | 2000 | —            | —            | —      | —      | —      | —              | —               | —       |
| MS | 2001 | —            | Luděk Burian | —      | —      | —      | —              | —               | —       |

|    |      | -55 kg       | -60 kg | -66 kg | -74 kg | -84 kg | -96 kg               | -120 kg    |
| -- | ---- | ------------ | ------ | ------ | ------ | ------ | -------------------- | ---------- |
| MS | 2002 | —            | —      | —      | —      | —      | —                    | —          |
| MS | 2003 | Luděk Burian | —      | —      | —      | —      | —                    | —          |
| OH | 2004 | —            | —      | —      | —      | —      | —                    | —          |
| MS | 2005 | —            | —      | —      | —      | —      | —                    | —          |
| MS | 2006 | —            | —      | —      | —      | —      | —                    | —          |
| MS | 2007 | —            | —      | —      | —      | —      | —                    | David Vála |
| OH | 2008 | —            | —      | —      | —      | —      | —                    | —          |
| MS | 2009 | —            | —      | —      | —      | —      | —                    | —          |
| MS | 2010 | —            | —      | —      | —      | —      | —                    | —          |
| MS | 2011 | —            | —      | —      | —      | —      | —                    | —          |
| OH | 2012 | —            | —      | —      | —      | —      | —                    | —          |
| MS | 2013 | —            | —      | —      | —      | —      | Vratislav Chotaš ml. | —          |

|    |      | -57 kg | -61 kg | -65 kg | -70 kg | -74 kg             | -86 kg               | -97 kg | -125 kg |
| -- | ---- | ------ | ------ | ------ | ------ | ------------------ | -------------------- | ------ | ------- |
| MS | 2014 | —      | —      | —      | —      | —                  | —                    | —      | —       |
| MS | 2015 | —      | —      | —      | —      | Gurgen Bagdasarjan | Vratislav Chotaš ml. | —      | —       |
| OH | 2016 | —      |        | —      |        | —                  | —                    | —      | —       |
| MS | 2016 |        | —      |        | —      |                    |                      |        |         |
| MS | 2017 | —      | —      | —      | —      | —                  | —                    | —      | —       |

|    |      | -57 kg | -61 kg | -65 kg | -70 kg | -74 kg | -79 kg | -86 kg | -92 kg | -97 kg | -125 kg |
| -- | ---- | ------ | ------ | ------ | ------ | ------ | ------ | ------ | ------ | ------ | ------- |
| MS | 2018 | —      | —      | —      | —      | —      | —      | —      | —      | —      | —       |
| MS | 2019 | —      | —      | —      | —      | —      | —      | —      | —      | —      | —       |

## Mistrovství Evropy
|    |      | -52 kg         | -57 kg        | -63 kg      | -70 kg       | -78 kg    | -87 kg         | -97 kg | +97 kg        |
| -- | ---- | -------------- | ------------- | ----------- | ------------ | --------- | -------------- | ------ | ------------- |
| ME | 1966 | —              | —             | Josef Engel | —            | —         | Josef Urban II | —      | Bohumil Kubát |
| ME | 1967 | Pavol Urbančok | —             | Josef Engel | —            | —         | Josef Urban II | —      | Bohumil Kubát |
| ME | 1968 | —              | Mikuláš Timko | Josef Engel | Marián Jaroš | Ján Tokár | —              | —      | Bohumil Kubát |

|    |      | -48 kg          | -52 kg            | -57 kg            | -62 kg            | -68 kg           | -74 kg           | -82 kg         | -90 kg          | -100 kg         | +100 kg          |
| -- | ---- | --------------- | ----------------- | ----------------- | ----------------- | ---------------- | ---------------- | -------------- | --------------- | --------------- | ---------------- |
| ME | 1969 | Marcel Míček    | Karol Lázslo      | Julius Túroczi    | Vojtech Tóth      | Josef Engel      | Josef Völc       | Josef Cajthaml | Kazimír Valach  | Karel Engel     | Andrej Burík     |
| ME | 1970 | Marcel Míček    | Pavol Urbančok    | Mikuláš Timko     | Stanislav Tůma    | Josef Engel      | Josef Völc       | Josef Cajthaml | Kazimír Valach  | Karel Engel     | Andrej Burík     |
| ME | 1972 | Marcel Míček    | Pavol Urbančok    | Ján Jankovič      | Stanislav Tůma    | Marián Jaroš     | Miroslav Musil   | Milan Lisý     | Ján Ďurkovič    | Karel Engel     | Oldřich Vlasák   |
| ME | 1973 | —               | —                 | —                 | —                 | Josef Engel      | Arnošt Böhm      | —              | Kazimír Valach  | Petr Drozda     | Andrej Burík     |
| ME | 1974 | —               | —                 | Otto Vozár        | —                 | Marián Jaroš     | Dan Karabin      | —              | —               | Petr Drozda     | —                |
| ME | 1975 | —               | —                 | Jozef Klimčák     | —                 | Miroslav Musil   | Dan Karabin      | Arnošt Böhm    | —               | Petr Drozda     | —                |
| ME | 1976 | —               | —                 | Jozef Klimčák     | —                 | —                | Dan Karabin      | Arnošt Böhm    | —               | Petr Drozda     | —                |
| ME | 1977 | —               | —                 | —                 | Viliam Hönsch     | —                | Dan Karabin      | —              | —               | Július Strnisko | Petr Drozda      |
| ME | 1978 | —               | Michal Kapolka    | Milan Mendel      | —                 | Gabriel Juhás    | Dan Karabin      | Pavol Szabó    | —               | Július Strnisko | Petr Drozda      |
| ME | 1979 | Ján Židzík      | Michal Kapolka    | Milan Mendel      | —                 | —                | František Fábrik | Pavol Szabó    | —               | Július Strnisko | Petr Drozda      |
| ME | 1980 | Ján Hríbik      | Jozef Schwendtner | Milan Mendel      | Jozef Čulák       | Viliam Hönsch    | Dan Karabin      | Pavol Szabó    | Juraj Kucirko   | Július Strnisko | Oldřich Vlasák   |
| ME | 1981 | —               | Michal Kapolka    | Jozef Schwendtner | Jozef Čulák       | —                | Ľubomír Holoubek | Juraj Kucirko  | —               | Július Strnisko | —                |
| ME | 1982 | —               | Michal Kapolka    | Jozef Schwendtner | Milan Mendel      | —                | Dan Karabin      | Juraj Kucirko  | —               | Július Strnisko | —                |
| ME | 1983 | —               | —                 | Jozef Schwendtner | Jozef Čulák       | Viliam Hönsch    | Dan Karabin      | Jozef Lohyňa   | Juraj Kucirko   | Július Strnisko | —                |
| ME | 1984 | —               | —                 | Jozef Schwendtner | —                 | Ľubomír Holoubek | Dan Karabin      | Jozef Lohyňa   | Juraj Kucirko   | Július Strnisko | —                |
|    |      | -48 kg          | -52 kg            | -57 kg            | -62 kg            | -68 kg           | -74 kg           | -82 kg         | -90 kg          | -100 kg         | -130 kg          |
| ME | 1985 | Dezider Arendáš | —                 | Jozef Schwendtner | —                 | Viliam Hönsch    | Ľubomír Holoubek | Jozef Lohyňa   | Juraj Kucirko   | Jozef Černák    | Radim Vokůrka    |
| ME | 1986 | —               | —                 | —                 | —                 | Viliam Hönsch    | Ľubomír Holoubek | Jozef Lohyňa   | Július Strnisko | Jozef Černák    | —                |
| ME | 1987 | —               | Marián Mészáros   | Jozef Schwendtner | —                 | —                | Milan Revický    | Jozef Lohyňa   | —               | Július Strnisko | Radim Vokůrka    |
| ME | 1988 | —               | —                 | —                 | Jozef Schwendtner | —                | Milan Revický    | Jozef Lohyňa   | Milan Mazáč     | Jozef Černák    | —                |
| ME | 1989 | —               | —                 | —                 | —                 | Jozef Švajlenka  | —                | Jozef Lohyňa   | Milan Mazáč     | —               | Juraj Štěch      |
| ME | 1990 | —               | —                 | —                 | —                 | Jozef Švajlenka  | Milan Revický    | Martin Gažúr   | —               | —               | Miroslav Luberda |
| ME | 1991 | —               | —                 | —                 | —                 | Jozef Švajlenka  | Milan Revický    | Martin Gažúr   | Jozef Palatinus | Milan Mazáč     | Miroslav Luberda |
| ME | 1992 | Roman Kollár    | Ľuboš Čikel       | Štefan Fernyák    | Silvester Nagy    | Jozef Švajlenka  | Milan Revický    | Martin Gažúr   | Jozef Palatinus | Milan Mazáč     | Juraj Štěch      |
| ME | 1993 | —               | Luděk Burian      | —                 | —                 | —                | Pavel Hrabaň     | —              | —               | —               | Juraj Štěch      |
| ME | 1994 | —               | Luděk Burian      | —                 | —                 | —                | —                | —              | —               | —               | Juraj Štěch      |
| ME | 1995 | —               | Luděk Burian      | —                 | —                 | —                | —                | —              | —               | —               | Juraj Štěch      |
| ME | 1996 | —               | Luděk Burian      | Josef Tesař       | —                 | —                | Jiří Zelinka     | —              | —               | Jan Třešňák     | —                |

|    |      | -54 kg       | -58 kg       | -63 kg | -69 kg       | -76 kg          | -85 kg         | -97 kg          | -130 kg     |
| -- | ---- | ------------ | ------------ | ------ | ------------ | --------------- | -------------- | --------------- | ----------- |
| ME | 1997 | —            | Luděk Burian | —      | —            | Václav Silovský | —              | —               | —           |
| ME | 1998 | —            | —            | —      | Tomáš Tobola | —               | Miroslav Válka | —               | —           |
| ME | 1999 | —            | —            | —      | —            | —               | Rudolf Vobořil | Dan Karabin ml. | Jan Třešňák |
| ME | 2000 | Luděk Burian | —            | —      | —            | Miroslav Válka  | Rudolf Vobořil | Dan Karabin ml. | —           |
| ME | 2001 | Luděk Burian | —            | —      | —            | —               | —              | —               | —           |

|    |      | -55 kg       | -60 kg | -66 kg | -74 kg             | -84 kg               | -96 kg               | -120 kg    |
| -- | ---- | ------------ | ------ | ------ | ------------------ | -------------------- | -------------------- | ---------- |
| ME | 2002 | —            | —      | —      | —                  | —                    | —                    | —          |
| ME | 2003 | Luděk Burian | —      | —      | —                  | —                    | —                    | —          |
| ME | 2004 | —            | —      | —      | —                  | —                    | —                    | —          |
| ME | 2005 | —            | —      | —      | —                  | —                    | —                    | —          |
| ME | 2006 | —            | —      | —      | —                  | —                    | —                    | —          |
| ME | 2007 | —            | —      | —      | —                  | —                    | —                    | David Vála |
| ME | 2008 | —            | —      | —      | —                  | —                    | —                    | —          |
| ME | 2009 | —            | —      | —      | —                  | Vratislav Chotaš ml. | —                    | —          |
| ME | 2010 | —            | —      | —      | —                  | —                    | —                    | —          |
| ME | 2011 | —            | —      | —      | —                  | Tomáš Zezulák        | Vratislav Chotaš ml. | —          |
| ME | 2012 | —            | —      | —      | Gurgen Bagdasarjan | —                    | —                    | —          |
| ME | 2013 | —            | —      | —      | Gurgen Bagdasarjan | —                    | Vratislav Chotaš ml. | —          |

|    |      | -57 kg | -61 kg | -65 kg | -70 kg | -74 kg | -86 kg               | -97 kg | -125 kg |
| -- | ---- | ------ | ------ | ------ | ------ | ------ | -------------------- | ------ | ------- |
| ME | 2014 | —      | —      | —      | —      | —      | —                    | —      | —       |
| ME | 2015 | —      | —      | —      | —      | —      | Vratislav Chotaš ml. | —      | —       |
| ME | 2016 | —      | —      | —      | —      | —      | —                    | —      | —       |
| ME | 2017 | —      | —      | —      | —      | —      | —                    | —      | —       |

|    |      | -57 kg | -61 kg | -65 kg | -70 kg | -74 kg | -79 kg | -86 kg | -92 kg | -97 kg | -125 kg |
| -- | ---- | ------ | ------ | ------ | ------ | ------ | ------ | ------ | ------ | ------ | ------- |
| ME | 2018 | —      | —      | —      | —      | —      | —      | —      | —      | —      | —       |
| ME | 2019 | —      | —      | —      | —      | —      | —      | —      | —      | —      | —       |